# Ignacio Couto
José Ignacio Couto e Ibea (Orizaba, circa 1770 -  después de 1821) fue un sacerdote católico novohispano que participó con el bando insurgente durante la guerra de la independencia de México.

## Insurgencia

Zonas de resistencia insurgente (1814-1821) durante la guerra de Independencia de México.

Fue doctor en Derecho canónico y párroco de San Martín Texmelucan.  Mostró su simpatía con la revolución iniciada por Miguel Hidalgo y Costilla mediante el grito de Dolores, por tal motivo fue separado de su curato.  Contrario a lo esperado, continuó realizando labores de propaganda a favor de la insurgencia en las ciudades de Puebla y San Martín Texmelucan. Asimismo, durante tres años, mantuvo correspondencia con los jefes insurgentes Juan Nepomuceno Rosains y Guadalupe Victoria, a quienes informaba puntualmente las disposiciones que tomaba el gobierno virreinal.
Cuando el gobernador Ramón Díaz de Ortega se percató de la actitud del sacerdote en diciembre de 1813, ordenó al coronel Luis del Águila llevarlo a Veracruz para embarcarlo y desterrarlo a España, sin embargo Couto logró escaparse en Tepeaca.  Al encontrarse en libertad se dirigió a Tehuacán y poco después a Oaxaca, desde donde escribió a José María Morelos, Rafael Argüelles y Juan N. Rosains. 
Se incorporó a las fuerzas militares de Rosains, quien lo nombró comandante de Huatusco en 1814. Durante este período, sus hombres capturaron a Carlos María de Bustamante a consecuencia de las rencillas entre los jefes insurgentes. En contraste, fue aprehendido cuando Manuel Mier y Terán disolvió el Congreso de Anáhuac tras la captura y ejecución de Morelos. 
Al ser puesto en libertad. militó bajo las órdenes de Guadalupe Victoria como teniente coronel de un batallón de infantería en Maltrata llamado Regimiento de la República. A finales de 1816 logró una victoria importante en Tomatlán, pero fue derrotado por el realista Fernando de Cubas a principios de 1817 en Xicochimalco. Dirigió la fortificación de Palmillas (en el actual municipio de Yanga), lugar en donde fue sitiado por José Santamarina, quien era el segundo del coronel Francisco Hevia. Después de resistir treinta días con tan solo siete cañones y poco armamento,  el 29 de junio de 1817, los insurgentes intentaron escapar. Couto fue aprehendido con setenta y cinco de sus hombres.  Fue trasladado a Córdoba y encarcelado en el cuartel del batallón de Castilla.

## Juicio
El coronel Hevia estaba dispuesto a fusilarlo debido a que no había aceptado el indulto ofrecido durante el combate, pero gracias a la intervención del cura de Córdoba, Miguel Valentín, el reo fue enviado ante la presencia del obispo de Puebla, Antonio Joaquín Pérez Martínez, para que se le degradara su carácter sacerdotal antes de ser pasado por las armas.   
El obispo, que sin duda apreciaba a Couto, se negó a efectuar la degradación, de esta forma se generó una acalorada correspondencia con el virrey Juan Ruiz de Apodaca, el auditor de Guerra Miguel Bataller, el brigadier Ciriaco del Llano y el coronel Francisco Hevia. El largo proceso fue escalado hasta los tribunales de la Real Audiencia de México. En febrero de 1818 el fiscal Yáñez ordenó que el reo fuese trasladado de la cárcel episcopal a una cárcel pública y que con un plazo perentorio de seis días fuese degradado para ser juzgado por un tribunal de guerra. 
Fue hasta septiembre cuando el obispo giró órdenes al cura Miguel Valentín y al fiscal del Consejo, Francisco Armesto, para iniciar el proceso. A pesar de que tan solo se le hicieron algunas preguntas al reo, sin llevar a cabo la degradación, fue trasladado de Córdoba a Puebla para ponerlo a disposición del Consejo militar. Su defensor fue el doctor Ignacio Saldívar y Campuzano y el fiscal Luis Mendizábal y Villaldea. Tras un largo juicio, con alegatos, recursos de fuerza y dictámenes, fue salvado de la pena de muerte, pero el proceso prosiguió a pesar de que la Junta Conciliar del Obispado acordó que la degradación no se podía llevar a cabo.

## Fuga e indulto
El 29 de octubre de 1818, a punto de ser fusilado, Couto evadió su prisión, pero no para unirse a la causa insurgente, sino para implorar su indulto. De acuerdo a Lucas Alamán, fue ayudado por José Manuel de Herrera, quien lo ocultó en una bóveda de la iglesia del Espíritu Santo, sin embargo existen pruebas de pasó más de un año escondido en la Biblioteca Nacional gracias a la ayuda de José Antonio Cardoso.
Después de casi dos de permanecer oculto y de continuar enviando innumerables cartas al obispo de Puebla y al comandante general Ciriaco de Llano, el 14 de junio de 1820, finalmente, fue indultado por el virrey, quien le concedió vivir en Atlixco. El 9 de marzo de 1821, las Cortes de España decretaron el perdón general a todos los reos políticos, por lo que su libertad fue absoluta, logrando ver el éxito del Plan de Iguala y la consumación de la independencia de México.